# Good Games
Good Games és una editorial i franquícia de tendes de jocs de taula australiana fundada el 2006. Gestiona llocs web d'aficionats. Té 24 tendes a Austràlia i dos tendes als Estats Units d'Amèrica (la primera a Indianapolis en agost del 2016 i la segona a Chicago el 2017). El 2016 es va expandir als Estats Units i va iniciar els negocis com a editorial.
Robert Teirney fou posat com a l'encarregat de les operacions de l'empresa als Estats Units.